# Jan Schaffrath
Jan Schaffrath (Berlín, 17 de septiembre de 1971) es un antiguo ciclista alemán y actual director deportivo del equipo Etixx-Quick Step.

## Biografía
Después de haber sido campeón del mundo militar en dos ocasiones, Jan Schaffrath debutó como profesional en 1997 con el equipo Telekom. Ha hecho toda su vida deportiva como compañero de Jan Ullrich y Erik Zabel. Al final de su carrera en 2005, acompañó a este último al nuevo equipo Team Milram convirtiéndose en director deportivo.
En 2007, pasa a dirigir el equipo T-Mobile, que luego pasaría a ser el equipo Team High Road en 2008. Este equipo desapareció al final de 2011, por lo que pasó a dirigir en 2012 al equipo Omega Pharma-Quick Step.

## Palmarés
1994
- 3.º en el Campeonato del mundo en contrarreloj por equipos

1996
- Vuelta a Nuremberg

## Resultados en las grandes vueltas

### Tour de Francia
- 1999 : 136.º

### Vuelta a España
- 2001 : 113.º
- 2002 : 89.º
- 2003 : abandono

### Giro de Italia
- 2002 : 122.º
- 2005 : 56.º